# Solre-sur-Sambre
Solre-sur-Sambre [ sɔːʁsyʁsɑ̃bʁ ] (in vallone Sour-so-Sambe), è una sezione del comune belga di Erquelinnes, situato nella provincia dell'Hainaut, nella regione della Vallonia.
Dal al punto di vista amministrativo, si tratta di un ex-comune, dal 1977 accorpato alla municipalità di Erquelinnes.

## Etimologia
Il nome francese di Solre-sur-Sambre trova la sua origine nel modo di dire celtico di sol-ara, che significa acqua torbida

## Storia
Solre-sur-Sambre è apparso per la prima volta in un documento del 1093. A quel tempo, la terra della frazione apparteneva al signore di Barbençon, una potente famiglia feudale. Il primo signore di Solre-sur-Sambre fu Nicola II di Barbençon che morì nel 1256 dopo aver fondato l'abbazia di Thure a sud del centro urbano.
La storia del paese è strettamente legata a quella del suo castello.

## Monumenti e luoghi di interesse

### Castello di Solre-sur-Sambre
Antico castello fondato sulle rive dei fiumi Thure e Sambre tra la fine del XIII e l'inizio del XIV secolo dai Mortagne e più volte rimaneggiato nel corso dei secoli.

### Abbazia di Thure
Antica abbazia risalente al XVII secolo.